# Бюэ, Тереза
Тере́за Бю́э (норв. Therese Bye) — норвежская кёрлингистка.
В составе женской сборной Норвегии участница чемпионата мира 1994 (заняли пятое место); в составе юниорской женской сборной Норвегии участница двух чемпионатов мира среди юниоров. Чемпионка Норвегии среди женщин (1994).

## Достижения
- Чемпионат Норвегии по кёрлингу среди женщин: золото (1994)[2].

## Команды
| Сезон   | Четвёртый        | Третий           | Второй           | Первый            | Запасной   | Турниры            |
| ------- | ---------------- | ---------------- | ---------------- | ----------------- | ---------- | ------------------ |
| 1993—94 | Ингвилль Гитмарк | Гёрил Бюэ        | Эллен Киттельсен | Лине Мария Бьерке | Тереза Бюэ | ЧМ 1994 (4 место)  |
| 1994—95 | Марианне Хаслум  | Camilla Claussen | Тереза Бюэ       | Hege Sivertsen    |            | ЧМЮ 1995 (8 место) |
| 1995—96 | Camilla Claussen | Тереза Бюэ       | Ingvild Jentoft  | Hege Elin Skogan  |            | ЧМЮ 1996 (6 место) |

(скипы выделены полужирным шрифтом)